# Kesire Yıldırım
Kesire Yıldırım (geboren am 21. Oktober 1951 in Karakoçan) ist ein Gründungsmitglied der Arbeiterpartei Kurdistans (PKK) und die Ehefrau Abdullah Öcalans. Kesire Yıldırım verwendete in der PKK den Decknamen „Fatma“. Ihr bürgerlicher Name lautet seit der Heirat Kesire Öcalan.

Kesire Yıldırım

## Leben
Yıldırım war die älteste Tochter einer mittelständischen kurdisch-alevitischen Familie. Kesire Yıldırım absolvierte die Lehrerschule in Elazığ und arbeitete zunächst aushilfsweise in der Grundschule in Yeniköy. Sie bestand die Aufnahmeprüfung für die Universität und schrieb sich 1974 an der Hochschule für Presse und Publikationen ein, die zur Gazi Üniversitesi gehörte. Die Familie zog mit Kesire nach Ankara um und ließ sich im Viertel Etlik in Ankara-Keçiören nieder.
Yıldırım heiratete Abdullah Öcalan am 24. Mai 1978. Trauzeuge war Muzaffer Ayata. Bereits während des Studiums war Yıldırım im politisch linken Spektrum aktiv. Mit Öcalan beteiligte sie sich an der Gründung der PKK und war als eine von zwei Frauen auch Teilnehmerin an der Gründungsversammlung der Organisation im Dorf Fîs. Später war sie Mitglied im Zentralkomitee der PKK.

## Vorbehalte und Verdächtigungen
In der PKK gab es von Anfang Vorbehalte gegen Kesire Yıldırım. Sie entstammte besseren materiellen Verhältnissen als die Mitstreiter, die oft aus ärmlichen und dörflichen Verhältnissen kamen. Innerhalb der Linken wurde diese Herkunft als kleinbürgerlich diffamiert. Ferner erzählte man sich, ihre Familie sei eine Familie von Kollaborateuren. Insbesondere das Verhältnis zu Kemal Pir war nach Darstellung der Organisation derart angespannt, dass Mehmet Hayri Durmuş interveniert haben soll. Bereits die Heirat stieß intern auf Widerstand. Die Mitstreiter befürchteten, dass sie Öcalans Ergebenheit für die Sache schwächen werde. Kesire Yıldırım war zudem eine selbstbewusste und emanzipierte junge Frau und die Art, wie sie Öcalan behandelte, war in den Augen vieler PKK-Mitglieder eine Respektlosigkeit gegen „die Führung“.
Abdullah Öcalan erklärte seinen Anwälten 2008 im Gefängnis, Kesire habe versucht mit Hilfe des  Geheimdienstes MİT, die PKK zu unterwandern. Wenige Monate später sagte Öcalan abweichend, er wisse nicht ganz sicher, ob Yıldırım mit dem Staat in Kontakt gestanden habe, ihr Vater Ali Yıldırım sei aber Mitarbeiter des  MİT.

## Bruch, Haft, Todesurteil und Flucht
Abdullah Öcalan ließ seine Ehefrau im Lager im Libanon inhaftieren. Aliza Marcus schreibt, dass Öcalan ihr Verhalten als Untergrabung seiner Autorität wahrgenommen habe. Ferner gab es demnach Gerüchte, dass Öcalan fremdgegangen sei und Yıldırım dies herausgefunden habe. Die Nahostkorrespondentin der Neuen Zürcher Zeitung schrieb 1993, Öcalan habe sich mit seiner Ehefrau „wegen seiner Brutalitäten gegenüber Zivilisten“ überworfen.
Vor Gericht erklärte Öcalan, der Kongress der PKK habe seine Ehefrau zum Tode verurteilt, er aber habe die Ausführung des „Todesbeschlusses“ verhindert.
Nach Ansicht Osman Öcalans, Abdullah Öcalans Bruder, war ein Machtkampf Ursache des Bruchs. Führungskader der PKK hätten befürchtet, dass Kesire Yıldırım nach einer möglichen Beseitigung Abdullah Öcalans die Macht übernommen hätte, und sie deshalb ausgeschaltet. Insbesondere Cemil Bayık habe Yıldırım nicht ausstehen können.
Yıldırım gelang die Flucht aus dem Arrest und sie kam mit Hilfe von Freunden nach Europa und lebt mutmaßlich in Schweden. Zu ihrem Schicksal und zur PKK hat sich Yıldırım seither nicht öffentlich geäußert.